# 水樹亜美
水樹 亜美（みずき あみ）は、日本の元AV女優。

## 略歴
1988年に「あいはらゆか」としてAVデビュー。
その後、「三田香織」と改名し、SM・スカトロ系のハードな作品に出演。
更に「水樹亜美」（「水城亜美」と表記する作品もある）に改名。「三田香織」の頃とは一転してデビュー時のような比較的ソフトな作品にシフトした。また水樹亜美となってからは、テレビやラジオにも出演していた。
1990年には、同じAV女優の渡辺ひとみ・山本なつきとで3人組のグループ「SALT（ソルト）」を結成し、シングル『MYAO MYAO』（リバスターレコード）でCDデビューもしている。
一時は吉原のソープランドにいたこともある。

## 作品

### アダルトビデオ
あいはらゆか 名義
- えっち。　（1988年、ZAPPA）
- 好きになりそう　（1988年、ファイブスター）

三田香織 名義
- インモラル女子校生2　（1988年、シネマジック）
- 北関東浣腸師範　（1988年、キューブ）
- 甘い誘惑　魅体験　（1988年、クリスタル映像）

水樹亜美（水城亜美） 名義
- アーバンハンター　（1989年、希宝舎）
- 一番星見つけた　（1989年、宇宙企画）
- 熱体淑女　（1989年、コロナ）
- 同級生 セックスメイト　（1989年、グラフィティジャパン）
- 潮風のいたずら　（1989年、マリアナ）
- 転校記念日 想い出遊戯　（1989年、大陸書房）
- 我慢できないの 微笑みエッチ　（1990年、コスミックインターナショナル）

他

### 写真集
- Peach girl　（1989年6月、大陸書房）- 撮影：山木隆夫
- 熱・感・少・女　（1989年10月25日、ピラミッド文庫）- 撮影：山木隆夫